# Pico (Italie)
Pour les articles homonymes, voir Pico (homonymie).
Pico est une commune de la province de Frosinone dans le Latium en Italie.

## Administration
| Période                                  | Période  | Identité         | Étiquette | Qualité |
| ---------------------------------------- | -------- | ---------------- | --------- | ------- |
| 14 juin 2004                             | En cours | Gianfranco Conti |           |         |
| Les données manquantes sont à compléter. |          |                  |           |         |

### Hameaux
Colle Ponte

### Communes limitrophes
Campodimele, Lenola, Pastena, Pontecorvo, San Giovanni Incarico

### Personnalités
- Tommaso Landolfi